# Jordi Bernet i Cussó
Jordi Bernet i Cussó   (Barcelona, 14 de juny de 1944) és un dibuixant de còmics català. La seva obra més destacada és la sèrie Torpedo 1936, amb guions d'Enrique Sánchez Abulí.

## Biografia
Jordi Bernet va néixer a una família dedicada a la historieta: fill del famós dibuixant Jorge (Miquel Bernet), creador de Doña Urraca, nebot per part de pare de Joan Bernet Toledano, altre conegut il·lustrador, i per part de mare de Miguel Cussó, guionista i autor de novel·les de consum, va freqüentar des de la seva infantesa la companyia dels autors clau de l'Editorial Bruguera (Peñarroya, Cifré, etc.). Des de molt aviat té accés als còmics clàssics nord-americans, el que marcarà clarament el seu posterior estil de dibuix. Als tretze o catorze anys publica els seus primers acudits en la revista Pepe Cola, on el seu pare era col·laborador. A la mort d'aquest, en 1960, comença a treballar per a Bruguera, continuant les historietes de Doña Urraca, el personatge humorístic més important dels creats pel seu pare. Després de poc més d'un any, decideix abandonar al personatge per a emprendre una línia de dibuix més realista.
Un dels seus primers treballs en aquesta nova etapa és el western Poncho Yucatán (1963), amb guions del seu oncle Miguel Cussó. Entre els anys 1964 i 1967 treballa per a diverses agències internacionals, dibuixant historietes -generalment d'aventures- per a diferents guionistes. En 1965 ingressa en la plantilla de dibuixants de la revista Spirou, per a la qual realitza la historieta Dan Lacombe, amb guió de Miguel Cussó, d'entre moltes altres. Roman com col·laborador de la revista fins a principis dels anys 70. En aquesta dècada treballa per als mercats britànic, alemany i italià, publicant diverses sèries entre les quals destaca Andrax (1972), de fantasia heroica.
Torna al món editorial espanyol amb la sèrie d'aventures El Cuervo, que es va publicar en la revista Kung-Fu, i inicia una fèrtil col·laboració amb l'editor Josep Toutain. A principis de la dècada de 1980 comença a publicar amb regularitat en revistes espanyoles de còmic, com Creepy o Cimoc. En aquesta última publica Sarvan (1982), sèrie de "espasa i bruixeria" protagonitzada per una dona, amb guió d'Antonio Segura.
També en 1982 substitueix a Alex Toth com dibuixant de la sèrie escrita per Enrique Sánchez Abulí Torpedo 1936. La historieta es va publicar inicialment a Creepy; però a causa de l'èxit del personatge va arribar a tenir revista pròpia en 1991, i va ser publicada en àlbums per Toutain, després d'això ha estat objecte de nombroses reedicions i ha conegut un important èxit internacional. Un dels lliuraments de la sèrie va obtenir en 1986 el premi al millor àlbum estranger publicat en França en el Festival del Còmic d'Angulema.
Des del 2007 l'editorial Glénat ha editat, per primer cop en català les aventures de Torpedo recopilades en 5 àlbums.
Altres treballs rellevants de Bernet durant la dècada de 1980 són Kraken (revista Metropol, 1983), amb guió d'Antonio Segura; Custer (revista Zona 84, 1985), escrit per Carlos Trillo; i La naturaleza de la bestia (revista Totem, 1988), en la qual il·lustra els guions de Sánchez Abulí. Tots ells van ser recopilats en àlbum posteriorment.
En 1991 va obtenir el Gran Premi del Saló del Còmic de Barcelona com reconeixement a tota la seva trajectòria.
Des de 1992 col·labora setmanalment amb la revista El Jueves, amb la sèrie Clara de noche, basada en la vida quotidiana d'una prostituta, i en la qual el dibuixant exhibeix el seu talent per a la il·lustració eròtica. Els guions de la sèrie són de Carlos Trillo i Maicas.
Durant els anys 2000, a més a més, dibuixa pàgines del western italià Tex Willer, i per al mercat americà ha dibuixat amb gran èxit de crítica pàgines de Jonah Hex, a banda de col·laboracions puntuals a les pàgines de sèries com Batman o The Spirit.

## Publicacions

Clara de Noche

### AmbAntonio Segura
- 1982 - Sarvan, Norma Editorial
- 1983 - Kraken, Glénat

### AmbSánchez Abulí
- 1981 - Historias negras, Glénat
- 1982 - Torpedo 1936, Glénat
- 1984 - De vuelta a casa, Toutain
- 1988 - La naturaleza de la bestia, Glénat

### AmbCarlos Trillo
- 1985 - Custer, Glénat
- 1987 - Light and Bold, Toutain
- 1989 - Ivan Piire, El Jueves
- 1992 - Clara de noche, El Jueves